# أيرون سايد (مسلسل)
أيرون سايد هي سلسلة تلفزية أمريكية حول ضابط شرطة مقعد يدعى (روبيرت أيرونسايد)، استندت على شخصية بوليسية حقيقة بريطانية تحمل نفس الاسم. وقد أدى الدور الممثل الأمريكي ريموند بير، الذي اشتهر أيضا بأدوار الشخصية التلفزيونية المحامي بيري ماسون.

## روابط خارجية
- أيرون سايد على موقع IMDb (الإنجليزية)
- أيرون سايد على موقع روتن توميتوز (الإنجليزية)
- أيرون سايد على موقع ليتربوكسد (الإنجليزية)
- أيرون سايد على موقع كينوبويسك (الروسية)
- أيرون سايد على موقع ألو سيني (الفرنسية)
- أيرون سايد على موقع قاعدة بيانات الفيلم (الإنجليزية)